# Robert Haldane Smith
Robert Haldane Smith, barón Smith de Kelvin, KT (Glasgow, nacido 8 de agosto 1944) es un empresario y político británico.
Lord Smith of Kelvin es exgobernador de la BBC y actual canciller de la Universidad de Strathclyde.
Desde 2012, es presidente del « Green Investment Bank PLC ». El 19 de septiembre de 2014, al conocerse el « No » resultado del plebiscito de Escocia, primer ministro británico David Cameron anunció que el Lord Smith supervisará el proceso de concesión de más poderes a Escocia en materia de impuestos, gastos y beneficios sociales.
En 2008, le fue creada una baronía, siéndole concedido el título de Baron Smith of Kelvin, de la Ciudad de Glasgow.

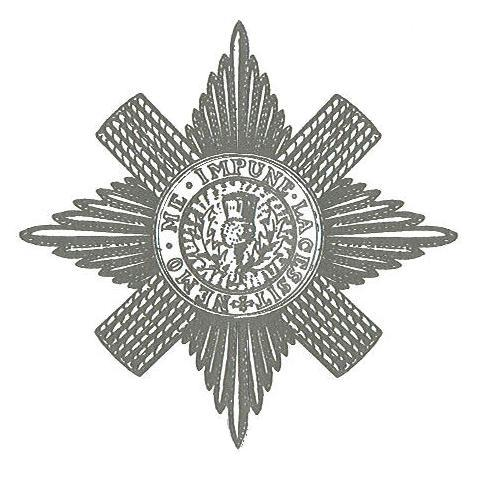
La placa de la Orden del Cardo

## Distinciones honoríficas
- Barón (cr. 29 de mayo de 2008)
- Caballero de la Orden del Cardo (2014)[7]
- Knight Bachelor (1999)[8]